# 聖經

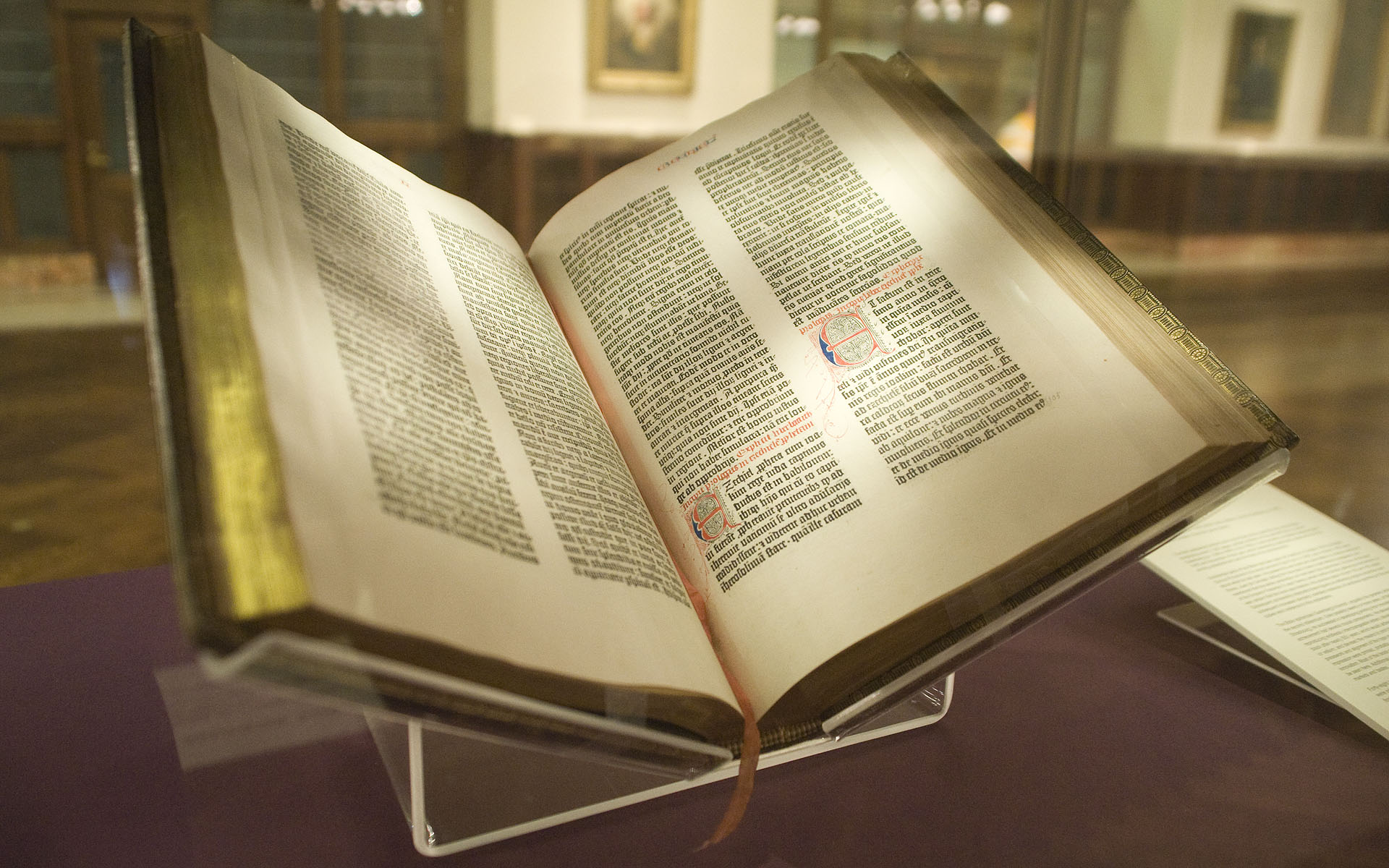
《古騰堡聖經》，第一本印刷品型態的聖經

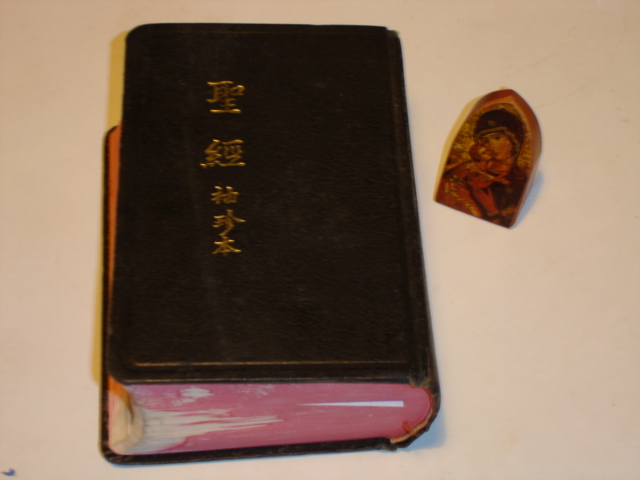
《聖經思高本》，天主教會最普遍使用的聖經漢語譯本

聖經（希伯來語：ביבליה，本义为「書」）是猶太教與基督教最重要的經典，並被亞伯拉罕諸教認信為神聖經典。猶太教的圣经只有《塔納赫》，基督教称为旧约；基督教的聖經則有舊約以及承接的新約兩部。其由多部由古希伯來語、亞拉姆語、通用希臘語寫成的書卷匯為選集而成，並被翻譯為多種語言的譯本通行於世。
基督教各宗派的《新約》卷數相同，均為27卷；《舊約》卷數的認定則不一致，其中的大部分被通認而納為正典，少部分視宗派的認定與否歸類為次經或經外書。

## 概況
犹太人的希伯來聖經，教徒稱《塔納赫》，是從耶和華如何創世開始，然后讲述古時猶太人的歷史，并记录先知预言。總共24卷，這也是猶太教所承認的所有經文。
然而基督教聖經，則由《舊約》和後來紀錄基督與使徒傳道經過和啟示錄 (即以征象启示将要发生在最后的日子的事件)《新約》兩部分所構成。基督教的《新約聖經》記載耶穌基督和其宗徒的言行，以及早期基督教的事件紀錄、使徒保羅写给教會或其他人的书信、或其他使徒写给教会的书信，即神藉著人手而寫下祂的話。不過，聖經經歷長時間的汇编，普遍被認為不能簡單地參照字面上的意思去理解，因為橫跨千年的撰寫，藉由不同时代背景的人物之筆手，用寓言講述人類的人间体验，预告未來的预言、又經歷几百年的流传，翻譯成各种语言的漫长过程，《聖經》的不少內容很深奥，隱喻十分龐雜，已形成專門的「釋經學」。
在聖經最後一卷中提及不可任意刪減與添加，為絕對性話語以示聖經的完全，新教的《舊約聖經》與《塔納赫》內容相同，都采用马所拉文本。不過，天主教及東正教的版本就多了數篇经卷，是新教《舊約》（即犹太人的《塔納赫》）没有收录的。这些經卷被新教稱為「次經」，不過在新教的不同教派中，也對教義解釋存在許多歧見。
而後《圣经》傳入中國便經過了不同时代的翻譯。天主教在明朝傳教時，《聖經》用文言文翻譯，現時，由香港思高聖經學會（Studium Biblicum O.F.M.）所出版的「思高聖經譯釋本」（現通稱「思高聖經」），是今日華語天主教會最普遍使用的《聖經》中文譯本，也是羅馬教廷官方唯一認可的中文版本聖經。此版本譯本乃起源自1924年在上海舉行的天主教會議。新教的傳教士在十九世纪翻譯了許多文言文版本的聖經。已知最早的北京官话新、舊约聖經是施约瑟、艾约瑟等人在十九世纪七十年代翻譯的《北京官话新舊约全書》。民國初年翻譯的和合本聖經是现今新教不同教會普遍使用的聖經。近年又有許多個翻譯新版聖經的組織，也出版了若干新版本聖經（如新譯本）。

## 犹太教聖經
犹太人的聖經《塔納赫》包括了不同時代的作品，最早是摩西五經，寫作目的是作歷史紀念、律法條文。後期加上不同時期的先知和君王的智慧和詩歌，為當時的人明白神的心意。
天主教和東正教收錄的希伯來語次經，不被猶太人視為正典，故不算是猶太教的聖經。
猶太教聖經是用古希伯來文和亞蘭文（如達尼爾先知書和厄斯德拉上）撰寫。犹太教聖經書卷，在構成上是猶太教辣彼所編定的《塔納赫》共24卷。塔納赫（TaNaKh）源自三個希伯来字母T/N/K，反映了猶太教聖經的三個部份，其中T代表妥拉，N代表先知書，K代表經錄。猶太教的《聖經》由於保持書卷合一，沒有將長書分為幾卷，並將十二卷小先知書合一，所以總數只有24卷，但實際上等同於新教的舊約聖經，只是在排序上和書卷的拆分上有些不同。而天主教的《舊約聖經》就有46卷，東正教《舊約聖經》就有50卷，多出來的那些被基督新教及猶太教稱為次經。

## 基督教聖經

### 旧约圣经
《舊約全書》原文是用希伯來文和亞蘭文撰写的，是基督教《聖經》的前一部分。
關于舊約正典，東正教承認50卷書；天主教承認46卷書；新教承認39卷書。新教的39卷書實際上等同於猶太教的聖經《塔納赫》的24卷書，二者均採用馬所拉文本，只是在書卷排列和拆分上不太相同。
| 英文               | 猶太教塔纳赫 （24卷書）                               | 新教舊約聖經 （39卷書）     | 天主教舊約聖經（46卷書）     | 東正教舊約聖經（50卷書）                            |
| ------------------ | ----------------------------------------------------- | --------------------------- | ---------------------------- | --------------------------------------------------- |
|                    | *中文譯名根據和合本舊約聖經，加粗體的書卷属于經錄部份 | *中文譯名根據和合本舊約聖經 | *中文譯名根據思高本舊約聖經  | *根據東正教聖經全書目錄及與天主教及新教聖經目錄對照 |
|                    | 妥拉                                                  | 摩西五经                    | 摩西五经                     | 摩西五经                                            |
| Genesis            | 创世记                                                | 创世记                      | 创世纪                       | 起源之书                                            |
| Exodus             | 出埃及记                                              | 出埃及记                    | 出谷纪                       | 出离之书                                            |
| Leviticus          | 利未記                                                | 利未記                      | 肋未紀                       | 勒維人之書                                          |
| Numbers            | 民數記                                                | 民數記                      | 户籍纪                       | 民数之书                                            |
| Deuteronomy        | 申命记                                                | 申命记                      | 申命記                       | 第二法典之书                                        |
|                    | 前先知书                                              | 历史书                      | 历史书                       | 历史书                                              |
| Joshua             | 约书亚记                                              | 约书亚记                    | 若苏厄书                     | 纳维之子伊稣斯传                                    |
| Judges             | 士师记                                                | 士师记                      | 民长纪                       | 众审判者传                                          |
| Ruth               | 路得记                                                | 路得记                      | 卢德傳                       | 如特传                                              |
| 1 Samuel           | 撒母耳记                                              | 撒母耳记上                  | 撒慕尔纪上                   | 众王传一                                            |
| 2 Samuel           | 撒母耳记                                              | 撒母耳记下                  | 撒慕尔纪下                   | 众王传二                                            |
| 1 Kings            | 列王纪                                                | 列王纪上                    | 列王紀上                     | 眾王傳三                                            |
| 2 Kings            | 列王纪                                                | 列王纪下                    | 列王紀下                     | 眾王傳四                                            |
| 1 Chronicles       | 历代志                                                | 历代志上                    | 編年紀上                     | 史書補遺一                                          |
| 2 Chronicles       | 历代志                                                | 历代志下                    | 編年紀下                     | 史書補遺二                                          |
| (1 Esdras)         |                                                       |                             |                              | 艾斯德拉紀一                                        |
| Ezra (2 Esdras)    | 以斯拉-尼希米记                                       | 以斯拉记                    | 厄斯德拉上                   | 艾斯德拉紀二                                        |
| Nehemiah           | 以斯拉-尼希米记                                       | 尼希米记                    | 厄斯德拉下（亦称：乃赫米雅） | 奈俄彌亞紀                                          |
| Esther             | 以斯帖记                                              | 以斯帖记                    | 艾斯德爾傳                   | 艾斯提爾傳                                          |
| Tobit              |                                                       |                             | 多俾亚传                     | 托维特传                                            |
| Judith             | 友弟德传                                              | 虞狄特传                    |                              |                                                     |
| 1 Maccabees        |                                                       |                             | 玛加伯上                     | 玛喀维传一                                          |
| 2 Maccabees        | 玛加伯下                                              | 玛喀维传二                  |                              |                                                     |
| 3 Maccabees        |                                                       | 玛喀维传三                  |                              |                                                     |
| 4 Maccabees        | 玛喀维传四（附录）                                    |                             |                              |                                                     |
|                    | 圣录                                                  | 聖詠 • 智慧书               | 聖詠 • 智慧书                | 聖詠 • 智慧书                                       |
| Job                | 约伯记                                                | 约伯记                      | 約伯傳                       | 約弗傳                                              |
| Psalms             | 诗篇                                                  | 诗篇                        | 聖詠集                       | 聖詠經                                              |
| Proverbs           | 箴言                                                  | 箴言                        | 箴言                         | 索洛蒙箴言                                          |
| Ecclesiastes       | 传道书                                                | 传道书                      | 訓道篇                       | 訓道篇                                              |
| Song of Solomon    | 雅歌                                                  | 雅歌                        | 雅歌                         | 歌中之歌                                            |
| Wisdom             |                                                       |                             | 智慧篇                       | 索洛蒙的智慧书                                      |
| Ecclesiasticus     | 德训篇                                                | 希拉赫的智慧书              |                              |                                                     |
|                    | 后先知书                                              | 大先知书                    | 大先知书                     | 大先知书                                            |
| Isaiah             | 以赛亚书                                              | 以赛亚书                    | 依撒意亞                     | 伊撒依亞書                                          |
| Jeremiah           | 耶利米书                                              | 耶利米书                    | 耶肋米亞                     | 耶熱彌亞書                                          |
| Lamentations       | 耶利米哀歌                                            | 耶利米哀歌                  | 耶肋米亞哀歌                 | 耶熱彌亞之哀歌                                      |
| Baruch             |                                                       |                             | 巴路克                       | 瓦如赫书                                            |
| Letter of Jeremiah |                                                       | 耶热弥亚之书信              |                              |                                                     |
| Ezekiel            | 以西结书                                              | 以西结书                    | 厄則克爾                     | 耶則基伊爾書                                        |
| Daniel             | 但以理书                                              | 但以理书                    | 達尼爾                       | 達尼伊爾書                                          |
|                    |                                                       | 小先知书                    |                              |                                                     |
| Hosea              | 十二先知书                                            | 何西阿书                    | 甌瑟亞                       | 奧西埃書                                            |
| Joel               | 十二先知书                                            | 约珥书                      | 岳厄爾                       | 約伊爾書                                            |
| Amos               | 十二先知书                                            | 阿摩司书                    | 亞毛斯                       | 阿摩斯書                                            |
| Obadiah            | 十二先知书                                            | 俄巴底亚书                  | 亞北底亞                     | 奧弗狄亞書                                          |
| Jonah              | 十二先知书                                            | 约拿书                      | 約納                         | 約納書                                              |
| Micah              | 十二先知书                                            | 弥迦书                      | 米該亞                       | 彌亥亞書                                            |
| Nahum              | 十二先知书                                            | 那鸿书                      | 納鴻                         | 納翁書                                              |
| Habakkuk           | 十二先知书                                            | 哈巴谷书                    | 哈巴谷                       | 盎瓦庫穆書                                          |
| Zephaniah          | 十二先知书                                            | 西番雅书                    | 索福尼亞                     | 索佛尼亞書                                          |
| Haggai             | 十二先知书                                            | 哈该书                      | 哈蓋                         | 盎蓋書                                              |
| Zechariah          | 十二先知书                                            | 撒迦利亚书                  | 匝加利亞                     | 匝哈里亞書                                          |
| Malachi            | 十二先知书                                            | 玛拉基书                    | 瑪拉基亞                     | 瑪拉希亞書                                          |

### 新約聖經
天主教、东正教、新教的《新約全書》均为27卷书。《新約聖經》正典書目，於公元397年舉行的迦太基會議正式確定。但據近代就聖經抄本的研究發現，《新約聖經》正典書目已追溯至2世紀。
《新約聖經》的形成原因主要如下：
- 教會需要權威的教導。
- 由於"異端"的威脅：
  - 諾斯底主義（善惡二元論、耶穌是天使、幻影）
  - 馬吉安主義（拒斥“《舊約聖經》”）
  - 孟他努主義（否定“《聖經》”權威，高舉聖神權威）
- 與猶太教分別。猶太教並不承認“《新約聖經》”為正典，因為他們否認耶穌就是先知所預言的彌賽亞。

《新約聖經》收錄的書卷包括：
- 四福音書
- 使徒行傳
- 保羅書信(即使徒保羅致各教會的書信)保祿書信
- 彼得使徒伯多祿的書信
- 約翰使徒若望的書信
- 啟示錄（默示錄）

就中文版聖經而言，新教所用的和合本聖經、天主教所用的思高本聖經和牧靈聖經，以及東正教的新遺詔聖經，在中文譯名上均有所分別：
| 英文            | 新教和合本     | 天主教譯本   | 東正教譯本 |
| --------------- | -------------- | ------------ | ---------- |
| Matthew         | 馬太福音       | 瑪竇福音     | 瑪特斐     |
| Mark            | 馬可福音       | 馬爾谷福音   | 瑪爾克     |
| Luke            | 路加福音       | 路加福音     | 魯喀       |
| John            | 約翰福音       | 若望福音     | 伊望       |
| Acts            | 使徒行傳       | 宗徒大事錄   | 宗徒行實   |
| Romans          | 羅馬書         | 羅馬書       | 鿡瑪書     |
| 1 Corinthians   | 哥林多前書     | 格林多前書   | 适鿛福前   |
| 2 Corinthians   | 哥林多後書     | 格林多後書   | 适鿛福後   |
| Galatians       | 加拉太書       | 迦拉達書     | 戛拉提亞   |
| Ephesians       | 以弗所書       | 厄弗所書     | 耶斐斯     |
| Philippians     | 腓立比書       | 斐理伯書     | 肥利批     |
| Colossians      | 歌羅西書       | 哥羅森書     | 适羅斯     |
| 1 Thessalonians | 帖撒羅尼迦前書 | 得撒洛尼前書 | 莎倫前     |
| 2 Thessalonians | 帖撒羅尼迦後書 | 得撒洛尼後書 | 莎倫後     |
| 1 Timothy       | 提摩太前書     | 弟茂德前書   | 提摩斐前   |
| 2 Timothy       | 提摩太後書     | 弟茂德後書   | 提摩斐後   |
| Titus           | 提多書         | 弟鐸書       | 提特書     |
| Philemon        | 腓利門書       | 費肋孟書     | 肥利孟     |
| Hebrews         | 希伯來書       | 希伯來書     | 耶烏鿨     |
| James           | 雅各書         | 雅各伯書     | 亞适烏     |
| 1 Peter         | 彼得前書       | 伯多祿前書   | 撇特爾前   |
| 2 Peter         | 彼得後書       | 伯多祿後書   | 撇特爾後   |
| 1 John          | 約翰一書       | 若望一書     | 伊望第一   |
| 2 John          | 約翰二書       | 若望二書     | 伊望第二   |
| 3 John          | 約翰三書       | 若望三書     | 伊望第三   |
| Jude            | 猶大書         | 猶達書       | 伊屋達     |
| Revelation      | 啟示錄         | 若望默示錄   | 伊望默示錄 |

## 圣经的译本
犹太人的希伯来语圣经在很早的时候就翻译到其他语言中，产生了不同的古译本。這些古译本有：《七十士希臘文譯本》（七十士譯本）、《拉丁通行本》或称《武加大譯本》、《敘利亞簡明譯本》或称《別西大譯本》、《塔耳古木》或称《塔庫姆譯本》。
天主教及東正教的舊約聖經的次經部分全採用《七十士譯本》的希臘譯文為原文。欧洲宗教改革时期，改教家将圣经翻译到欧洲不同的语言中，因此出现了德语圣经、英语圣经、意大利语圣经、法语圣经，等等。
宗教改革之后，圣经继续被翻译到不同的语言中，翻译组织主要是新教的机构，如威克理夫國際聯會、新部落宣教协会（New Tribes Mission），以及各国的圣经协会。
| 统计项目                                             | 数量 |
| ---------------------------------------------------- | ---- |
| 当今世界语言种类（约数）                             | 7388 |
| 正在翻译圣经的人类语言                               | 2846 |
| 已擁有部分經書（一卷或以上）的人类语言数量           | 3589 |
| 已拥有新约（27卷书）的人类语言数量                   | 1617 |
| 已拥有整本圣经（基督新教正典，66卷书）的人类语言数量 | 724  |

### 外語译本

#### 英语譯本
在英语世界中（注明：英語國家基督徒總量上以新教徒占優，且英國很早就與天主教會決裂，所以聖經以新教聖經爲主），钦定本圣经是传统上最常见的译本。但是由于翻译时间较早，参考文献较少，所以文理上有着较多的失误。二十世纪以来，一些现代译本纷纷出现，并成为大多数基督教所使用的版本，如《新国际版圣经》、《新钦定版圣经》(NKJV)、NRSV、NAB等。

#### 法語譯本
在法語圈中，由於法國傳統上是天主教國家，所以天主教聖經最爲流行，發行的聖經以天主教聖經為主。最早的近現代法語的聖經全譯本，是1487在巴黎印刷發行的《让·德莱里圣经》（让·德莱里是當時安特衛普的總主教），但是與英文版本存在同樣的問題，所以不斷有修訂版本再版。現代以來，最主流的版本是《教會官方翻譯版聖經》，由法國，比利時，北非，瑞士，加拿大，盧森堡等法語圈主教團用數十年聯合編寫而成，在巴黎，由Association épiscopale liturgique pour les pays francophones簡稱AELF出版。

#### 汉语译本
新教普遍使用的圣经是和合本，1919年出版。此外還有其他中文譯本，但并不普遍被各教会接纳，只做参考，例如：《呂振中譯本》（1970年）、《現代中文譯本》（1979年）、《聖經新譯本》（1993年）、《聖經和合本修訂版》（2000年－2010年）。
天主教會普遍使用的是《思高圣经》，1968年正式出版。此外也有其他译本，如萧静山译本、牧灵圣经、新耶路撒冷圣经。
東正教會的譯本為《新遺詔聖經》（1864年）、《聖詠經》（1879年）、《官話聖詠經》主教英諾肯提乙譯本（1910年）、《新約聖經》主教英諾肯提乙譯本（1910年）、《創世紀第一書》（1911年俄7月出版，主教英諾肯提乙准印）。

## 圣经对汉语的影响
- 圣经丰富了汉语词汇和熟语，大量的典故及语汇涌入汉语，如：福音，救恩、永生、悔改、先知、礼拜、原罪、替罪羊、教会、洗礼、伊甸园、撒但、禁果、拜偶像、以牙还牙，以眼还眼、披着羊皮的狼[8]。很多现代作家，如鲁迅、巴金、郭沫若、卢隐、徐志摩、老舍、茅盾、周作人、沈从文、郁达夫、林语堂、闻一多、曹禺在他们的作品借用了不少圣经词语[9]。
- 圣经故事为现代很多作家的创作提供了灵感，比如冰心根据圣经写了很多诗歌，像《客西马尼花园》和《骷髅地》；徐志摩写了一系列关于耶稣生活的作品；魯迅作品《復仇其二》取自耶穌釘十字架的故事，茅盾的短篇小说《耶稣之死》和《参孙的复仇》便取自圣经故事[9]。

## 圣经的出版发行

### 台灣

#### 新教
台湾的聖經最初是由香港聖經公會（前身是「中華聖經會」）處理。在1964年，香港和台灣兩地的辦公室分別獨立，分易名為「香港聖經公會」及「台灣聖經公會」。
台灣聖經公會出版的譯本中，國語有和合本和現代中文譯本。此外，亦致力於本地聖經翻譯的工作。目前已出版下列譯本：
| 譯本             | 譯本名稱（方言拼音） | 出版年份                                    |
| ---------------- | -------------------- | ------------------------------------------- |
| 閩南語羅馬字聖經 | Amoy Romanized Bible | 1933年                                      |
| 阿美語聖經       | Fangcalay Cudad      | 1997年                                      |
| 排灣語聖經       | Kai Nua Cemas        | 於1993年完成新約和部份舊約之譯本。          |
| 布農語的聖經     | Bunun Bible          | 1983年出版；2000年出版部份的舊約。          |
| 泰雅爾語聖經     | Tayal Bible          | 2003年10月                                  |
| 太魯閣語聖經     | Truku Bible          | 2004年                                      |
| 達悟語聖經       | Seysyo No Tao        | 1994年出版羅馬字拼音的新約全書。            |
| 魯凱語聖經       | Rukai Bible          | 2001年完成並出版新約。 目前已著手舊約翻譯。 |
| 客家語聖經       | Hakka Bible          | 2012年                                      |

#### 天主教
台湾天主教的聖經出版組織有佳播企業股份有限公司等

### 香港

#### 新教
香港的聖經出版主要由香港聖經公會處理。該組織除了中文譯本外，亦有印刷英文和法文的譯本。香港聖經公會出版的譯本如下：
| 譯本         | 出版年份 |
| ------------ | -------- |
| 呂振中譯本   | 1970年   |
| 現代中文譯本 | 1979年   |
| 新標點和合本 | 1988年   |
| 新廣東話聖經 | 2006年   |
| 和合本修訂版 | 2010年   |

#### 天主教
香港天主教的聖經出版組織有方濟會，香港思高聖經學會等

### 中國大陸
中國大陸是世界上最大的單體《聖經》生產地，截至2016年10月，中国基督教协会下属的南京爱德印刷有限公司已经累計為世界70多個國家和地區印刷聖經1.55億冊。2008年，该公司實現1.8億元銷售收入。在中国大陸，圣经一般只在教堂（三自教會）等处出售，绝大多数的普通书店里买不到圣经，2018年3月末之后，淘宝、京东、等网络书店的《圣经》也被下架（后恢復並上架）。1994年中国大陸公布的关于承接《圣经》印件的管理规定，其中列明“国内《圣经》印件的印制业务，由全国性宗教团体负责，需经国务院宗教事务局批准，教会内部发行。”使得《圣经》流通長期處於寡头垄断的系统里面。
中国大陸以外的一些組織統計認為《聖經》是全球歷史上印量最高的出版物，《毛主席语录》的印刷数量在其后。

### 引用
1. ↑  「思高圣经译释本」或「思高圣经」 的存檔，存档日期2007-10-30.
2. ↑  .   [2014-06-14]. （原始内容存档于2014-02-21）.
3. ↑  任東升. 《聖經漢譯文化研究》. 湖北教育出版社. 2007.
4. ↑  參《出埃及記》第17章第14节参
5. ↑  參《但以理書》第9章第2节参
6. ↑  . 中国正教会.   [2017-11-23]. （原始内容存档于2015-04-02）.
7. ↑  . 威克理夫國際聯會.   [2023-01]. （原始内容存档于2022-12-12）.
8. ↑  关志远、苗凤波：《圣经官话和合译本的历史地位与贡献》，《内蒙古工业大学学报》，第十九卷第一期
9. 1 2  张楠：《和合本圣经的异化翻译及对中国现当代文学的影响》，山东师范大学
10. ↑  .   [2018-07-10]. （原始内容存档于2017-03-03）.
11. ↑  . 財團法人台灣聖經公會.   [2018-07-10]. （原始内容存档于2021-05-04）.
12. ↑  . 聖經．中文．翻譯.   [2018-07-10]. （原始内容存档于2021-05-01）.
13. ↑  . 香港聖經公會.   [2018-07-10]. （原始内容存档于2021-03-23）.
14. ↑  . www.amityprinting.com.   [2017-11-23]. （原始内容存档于2021-03-23）.
15. ↑  . 中國網. 2009-06-24  [2017-11-23]. （原始内容存档于2020-08-26）.
16. ↑  . BBC 中文网. 2018-04-04  [2018-04-05]. （原始内容存档于2018-04-07）.
17. ↑  CNN, James Griffiths,. . CNN.   [2018-04-05]. （原始内容存档于2021-05-04）.
18. ↑  A. B. Lever. And God Said. Xulon Press, 2007:22, ISBN 978-1-60477-115-2

## 外部連結
- “圣经说”网站提供的中英文解经注释 （页面存档备份，存于）
- 聖經中的音樂 （页面存档备份，存于）

中文聖經翻譯
- 《聖經中文譯本編年紀》(美國威克理夫聖經翻譯會) （页面存档备份，存于）
- 《中文聖經翻譯史》(聖經．中文．翻譯) （页面存档备份，存于）

聖經研究
- 趙敦華：〈聖經政治哲學初探〉 （页面存档备份，存于）（2010年）

聖經翻譯手稿
- 思高聖經學會 第一套天主教聖經中文譯本的手稿及校稿 （页面存档备份，存于） 香港浸會大學圖書館 華人基督教文獻保存計劃

### 線上聖經
- 信望愛珍本聖經查詢 （页面存档备份，存于）

新教
- 十版本对照在线圣经 （页面存档备份，存于）
- 音频圣经 （页面存档备份，存于）
- 圣经珍藏：马士曼文理译本 （页面存档备份，存于）
- 聖經珍藏：马礼逊文理译本 （页面存档备份，存于）
- 圣经珍本：高德文理译本 （页面存档备份，存于）
- 聖經珍藏：裨治文文理译本 （页面存档备份，存于）
- 珍本圣经：杨格非浅文理译本 （页面存档备份，存于）
- 聖經珍藏：施约瑟文理译本 （页面存档备份，存于）
- YouVersion圣经阅读
- NIV圣经阅读 （页面存档备份，存于）
- 多种语言圣经译本，包括和合本、新译本。 （页面存档备份，存于）
- The Holy Bible (Interlinear 中英對照) （页面存档备份，存于）
- 和合本網路聖經 （页面存档备份，存于）
- 소금성경 （页面存档备份，存于）: (SaltBible) 성경전서 개역한글, Darby Bible, Chinese Union Version, CUVt, CUVs, Luther Bibel, American Standard Version, King James Version, World English Bible, 口語訳 聖書, Reina-Valera, Kinh Thánh을 온라인으로 제공
- 網上聖經－聖經恢復本 （页面存档备份，存于）
- 簡體中文現代版（香港聖經公會）（页面存档备份，存于）

天主教
- 「思高圣经」（Si Gao Sheng Jing）（梵蒂冈圣座） （页面存档备份，存于）
- 「思高圣经译释本」或「思高圣经」（Si Gao Sheng Jing）
- 聖詠譯義 Archive.today的存檔，存档日期2013-01-13
- 新經全集 Archive.today的存檔，存档日期2013-01-13

東正教
- 聖詠經 Archive.today的存檔，存档日期2013-01-13 - 1879年掌院修士固利乙譯。
- 新遺詔聖經 （页面存档备份，存于） - 1864年掌院修士固利乙譯，順天舉人隆源參訂。
- 希腊原文《新约圣经》主教英诺肯提乙敬译 （页面存档备份，存于）
- 多种语言圣经译本 （页面存档备份，存于）